# قرار مجلس الأمن التابع للأمم المتحدة رقم 420
قرار مجلس الأمن التابع للأمم المتحدة رقم 420، الذي تم تبنيه في 30 نوفمبر / تشرين الثاني 1977، تم النظر في تقرير للأمين العام بشأن قوة مراقبي الأمم المتحدة لفض الاشتباك. وأشار المجلس إلى الجهود التي يبذلها لإحلال سلام دائم وعادل في الشرق الأوسط، ولكنه أعرب أيضاً عن قلقه إزاء حالة التوتر السائدة في المنطقة.
دعا القرار الأطراف المعنية إلى التنفيذ الفوري للقرار 338 (1973)، وجدد ولاية قوة المراقبة لمدة 6 أشهر أخرى حتى 31 مايو 1978، وطلب من الأمين العام تقديم تقرير عن الوضع في نهاية تلك الفترة.
وقد اتخذ القرار بأغلبية 12 صوتاً. لم تشارك بنين والصين وليبيا في التصويت.